# Legitech
Ne doit pas être confondu avec Logitech.
Legitech est une maison d'édition juridique luxembourgeoise fondée en 2006.  

## Histoire
En 2006, Legitech est née d'une joint-venture entre l’imprimerie de la Cour Victor Buck et l’imprimerie Centrale pour assurer la publication du Mémorial, le journal officiel du Luxembourg, obtenue via un marché public,.
En parallèle, dès 2007, l'entreprise se lance dans la micro-édition juridique avec la création de trois sites de documentation juridique, Legitax, Legicorp et Legiwork et de quelques ouvrages et codes,.
En 2013, le projet de loi visant à remplacer le Mémorial C par le Recueil électronique des sociétés et associations entre en discussion,.
En 2016, la Chambre des députés a voté la suppression du Mémorial C celui-ci devenant un registre électronique, le RESA. Cette suppression avait fait du bruit vis-à-vis des conséquences économiques et sociales sur l'entreprise luxembourgeoise,,.
À partir de la fin de l'année 2017 et en 2018, l'entreprise se concentre sur l'édition juridique et professionnelle en proposant des revues, ouvrages et formations. Elle lance la plateforme LexNow au Luxembourg,. 
L'année suivante, en 2019, Legitech acquiert les éditions Anthemis (qui ont été  lancées en 2005 par trois anciens collaborateurs du Groupe Larcier et de Wolters Kluwer). L'objectif de ce rapprochement « est de développer une offre éditoriale multisupport complète, tant en Belgique qu’au Luxembourg »,,. 
En mars 2022, Legitech fait l'acquisition — pour un montant non dévoilé — de la maison d’édition flamande Contrast books & seminars, renommée en LeA Uitgevers. La même année, la plateforme LexNow s'implante en Belgique via une joint-venture - ADK Legaltech Solutions - avec die Keure-la Charte.

## Ligne éditoriale

### Publications
Legitech — ainsi que ses filiales — publie des revues, des codes, des ouvrages, des bases de données et organise des formations,,.
L'éditeur luxembourgeois édite la plateforme LexNow, depuis 2018 au Luxembourg et depuis 2022 pour la Belgique,.

### Auditoire
Son public est composé de juristes (avocats, magistrats, notaires, juristes d’entreprise, RH…), de professions économiques (experts-comptables, réviseurs…), ainsi que d'universitaires. Au-delà de la Belgique et du Luxembourg, les publications sont destinées à un public de la Grande Région et européen,,.

## Organisation

### Direction
Legitech est, depuis 2017, dirigée par Marc-Olivier Lifrange (d),. La maison d'édition a précédemment été dirigée par Nicolas Henckes (d) jusqu'en 2013 puis par Laurence Raphael (d) de 2013 à 2016.

### Effectif
De 37 collaborateurs en 2013, Legitech passe à 15 collaborateurs en 2016 à la suite de la suppression du Mémorial C,. En 2022, Legitech et ses filiales comptent plus de 30 collaborateurs.

## Modèle économique
En 2022, selon Paperjam, les abonnements à LexNow sont à l’origine de plus de 60 % du chiffre d’affaires de Legitech.
Nicolas Buck (CEO d'Avanterra et ex-président de l’Union des entreprises luxembourgeoises) est cofondateur et co-actionnaire de Legitech.